# Aia (nymf)
Aia (grekiska: Αια) var en najadnymf i grekisk mytologi. 
Hon bodde i källan eller fontänen i staden Aia, mer känd som Kolchis vid Svarta havet. Hon var möjligtvis dotter till Okeanos eller en lokal flodgud. Hon var älskad av flodguden Phasis.